# Chivasso (stacja kolejowa)
Chivasso (wł. Stazione di Chivasso) – stacja kolejowa w Chivasso, w prowincji Turyn, w regionie Piemont, we Włoszech. Znajduje się na linii Turyn – Mediolan i jest ważnym węzłem kolejowy.
Według klasyfikacji RFI ma kategorię złotą.

## Linie kolejowe
- Linia Turyn – Mediolan
- Linia Chivasso – Alessandria
- Linia Chivasso – Aosta
- Linia Chivasso – Asti